# ژول دیوف
ژول دیوف (انگلیسی: Jules Diouf؛ زادهٔ ۵ مارس ۱۹۹۲) بازیکن فوتبال اهل فرانسه است.
از باشگاه‌هایی که در آن بازی کرده‌است می‌توان به باشگاه فوتبال مافرا اشاره کرد.